# Флорак (округ)
Флорак (фр. Florac) — округ (фр. Arrondissement) во Франции, один из округов в регионе Лангедок-Руссильон. Департамент округа — Лозер. Супрефектура — Флорак.
Население округа на 2006 год составляло 13 042 человек. Плотность населения составляет 8 чел./км². Площадь округа составляет всего 1687 км².